# Vezičevo
Vezičevo (en serbe cyrillique : Везичево) est un village de Serbie situé dans la municipalité de Petrovac na Mlavi, district de Braničevo. Au recensement de 2011, il comptait 375 habitants.

## Démographie
| 1948 | 1953 | 1961 | 1971 | 1981 | 1991 | 2002 | 2011 |
| ---- | ---- | ---- | ---- | ---- | ---- | ---- | ---- |
| 766  | 783  | 797  | 745  | 710  | 696  | 428  | 375  |

|  |